# Chandalar (Alaska)
Chandalar est un secteur non constitué en municipalité, situé dans la région de recensement de Yukon-Koyukuk en Alaska, aux États-Unis.